# Siachen Muztagh
Siachen Muztagh é uma sub-cordilheira Caracórum oriental, que por sua vez faz parte dos Himalaias. Situa-se na zona de fronteira disputada entre a Índia, China e Paquistão, na área do glaciar de Siachen. Cerca de 60% da área da cordilheira é controlada pela China, que em 1963 recebeu do Paquistão o vale de Shaksgam, situado a norte e reclamado pela Índia. A parte controlada pela Índia é reclamada pelo Paquistão; pertence à região do Ladaque e ao estado indiano de Jamu e Caxemira. A parte controlada pela China pertence à região autónoma de Sinquião.
Na generalidade dos mapas, os limites da cordilheira aparecem como sendo o rio Shaksgam a norte, o glaciar de Urdok a noroeste, o glaciar de Siachen a sudoeste, os glaciares Teram Shehr e Rimo Sul e o Passo Italiano (Italian Col) a sul e a parte superior do rio Iarcanda a leste. O cume mais alto da cordilheira é o Teram Kangri I, com 7 462 metros de altitude.
| Principais cumes do Siachen Muztagh | Principais cumes do Siachen Muztagh | Principais cumes do Siachen Muztagh | Principais cumes do Siachen Muztagh | Principais cumes do Siachen Muztagh | Principais cumes do Siachen Muztagh |
| Cume                                | Altitude (m)                        | Coordenadas                         | Proeminância                        | Cume-pai                            | Primeira ascensão                   |
| ----------------------------------- | ----------------------------------- | ----------------------------------- | ----------------------------------- | ----------------------------------- | ----------------------------------- |
| Teram Kangri I                      | 7 462                               | 35° N 77° E                         | 1 682                               | Gasherbrum I \|\| 1975              |                                     |
| Apsarasas Kangri I                  | 7 243                               | 35° 31' 15" N 77° 11' 57" E         | 607                                 | Teram Kangri I                      | 1976                                |